# Старий Петергоф (станція)
Старий Петергоф — залізнична станція Жовтневої залізниці на дільниці Санкт-Петербург-Балтійський — Каліщі. Розташована в однойменному історичному районі Петергофа (Петродворцовий район Санкт-Петербурга).

## Історія
Під час Другої Світової війни 1941-1945 рр. кам'яні станційні будівлі були зруйновані. Відразу після війни і до середини 1950-х станція не мала ніяких споруд. Дерев'яні перони були абсолютно порожні. Касою служив трофейний вантажний вагон знятий з колій і поставлений метрів за п'ятдесят позаду від платформи на Ленінград. На початку 1960-х все це замінено на залізобетонні перони і відкритий дерев'яний павільйон, який згорів восени 1997 р
У квітні 2010 року було розпочато роботу автоматизованої системи контролю оплати проїзду, оснащеної турнікетами; число кас було збільшено до шести. Влітку 2010 року з'явилися бездротова гарнітура, що оголошують про прибуття поїзда.
По обидва боки від станції — пересадка на міський і приміський транспорт (автобусні громадські та комерційні маршрути).